# 龍泉劍
龍泉劍，原名龍淵劍，中國古代名劍，是誠信高潔之劍。傳說是由歐冶子和干將兩大劍師聯手所鑄。

## 名字由來
相傳欧冶子和干将为铸此剑，凿开茨山，放出山中溪水，引至铸剑炉旁成北斗七星环列的七个池中，是名七星。剑成之后，俯视剑身，如同登高山而下望深渊，飘渺而深邃仿佛有巨龙盘卧。是名龙渊。故名此剑曰七星龙渊，简称龙渊剑。唐朝时因避高祖李渊讳，便把渊字改成泉字，曰七星龙泉，简称龙泉剑。

## 傳說
- 《越絕書》載：春秋時歐冶子鑿茨山，泄其溪，取山中鐵英，作劍三枚，曰：“龍淵”、“泰阿”、“工布”。
- 南宋何澹《龍泉縣誌》載：“近境有劍池湖，世傳歐冶子於此鑄劍，其中一號龍淵。”
- 《越絕書·外傳記寶劍》又載：楚王曰：“何謂龍淵、泰阿、工布？”風鬍子對曰：“欲知龍淵，觀其狀，如登高山，臨深淵；……”
- 《晉書·張華傳》記載；“吳之未滅也，鬥牛之間常有紫外紫氣。及吳平之後，紫氣愈明。華聞豫章人雷煥妙達偉象，乃要煥宿，因登樓仰觀。華曰：‘是何祥也？’煥曰：‘寶劍之精，上徹於大耳。’華曰：‘在何郡’？煥曰：‘在豫章豐城。’華即補煥為豐城令。煥到縣掘獄屋基得一石函，中有雙劍，並刻題，一曰龍泉，一曰太阿。煥遣使送一劍與華，留一自佩。”
- 另外此劍曾為唐高祖李淵的佩劍，李淵死後隨李淵葬於獻陵，也有傳說李淵曾將此劍傳于唐太宗李世民，後與李世民一起葬於昭陵。